# Koji Kumagai
Koji Kumagai (熊谷 浩二, 23 d'octubre de 1975) és un exfutbolista del Japó.
Comença la seua carrera professional al Kashima Antlers el 1994. El club va guanyar els campionats J.League el 1996, 1998, 2000, 2001, Copa J.League el 1997, 2000, 2002 i Copa de l'Emperador el 1997, 2000. Ha jugat als clubs Vegalta Sendai i es va retirar a finals de la temporada 2005.
L'abril de 1995, va ser seleccionat per la selecció nacional sub-20 del Japó per al Campionat Mundial juvenil de 1995.